# Kumarbi
Kumarbi (helyesebben hettita nominativusban Kumarbiš, dku-mar-bi-iš, hurri dku-mu-ur-wə, dku-ma-ar-wə) a hurrik egyik főistene, minden istenek atyja. Felesége Szalusz. Azonosítható a mezopotámiai Enlil és Dagan istenekkel is, de leginkább a babiloni Marduk kultuszaira hatott, mivel az Enúma elis mítosz lejegyzésekor Kumarbi és a Kumarbi-ciklus történetei szolgáltak fő mintául. Tessub viharisten (a hettitáknál Tarhuntasz majd Teszub viharisten) fia. Testvére, Anus (hettitáknál Anusz) és Aranzahas (hettitáknál Arancahasz), a Tigris folyó istene és Tasmisus. Egy másik változatban Tesub, Aranzahas és Tasmisus az ő gyermekei.
Mítosza bizonyos mértékig hasonlít a görög mítoszokhoz, hiszen itt is az istenek harmadik generációja (amit Kumarbi képvisel a hettitáknál és hurritáknál, Zeusz pedig a görögöknél) szerzi meg az istenvilág feletti főhatalmat. Kumarbi azonban Kronosz mintájául szolgált inkább.
Az Alalust elüldöző Anus kilenc évig volt az istenek fejedelme, miután kilenc évig pohárnokként szolgált, és elüldözte korábbi urát. (Egy változatban kilencéves váltással uralkodtak hárman az égben.) Az ő pohárnoka testvére, Kumarbis lett. Kumarbis azonban fellázadt, és Anus madár képében menekült előle. Kumarbi a küzdelemben leharapta és lenyelte Anu hímvesszejét (ezzel lett viharistenné), de eztán elbújdosott az egekben testvérei, Aranzahus és Tasmisus bosszúja elől. A mítosz befejezése ismeretlen, valószínűleg Kumarbi győzelmével ér véget.
A mítosz másik változata szerint Kumarbi a hímtag lenyelése után köpte ki Tesubot, Aranzahast és Tasmisust, így vált az istenek atyjává, később Ullikummi is tőle származott.
Kumarbis városa Urkis volt Észak-Szíriában, de jelentős szektája élt Nippurban.